# По шумама и горама
По шумама и горама је партизанска песма настала на током Првог светског рата на далеком истоку Русије, са једном верзијом популарном међу борцима свих зараћених страна за време Руског грађанског рата. Песма има верзије у многим језицима, а српскохрватска верзија је била популарна током Народноослободилачког рата и у време социјализма.

## Историја
Мелодија ове песме потиче са руског далеког истока и настала је 1915. године међу руским војницима за време Првог светског рата под називом Марш Сибирског пука (рус. Марш Сибирского полка). Аутор текста ове песме је био песник Владимир Гиљаровски, а убрзо се појавила и проширена верзија песме под називом Марш Сибирских стрелаца (рус. Марш Сибирских стрелков). 
За време Руског грађанског рата, од 1917. до 1923. године, ова мелодија је такође била популарна и то на обе стране - и међу војницима Црвене армије и међу војницима Беле гарде, али су обе имале различите тесктове. Такође ову мелодију, са својим текстом, певали су и „махновци“ припадници анархистичке Устаничке армије Украјинске тзв „Црне армије“ под командом Нестора Махна, која се борила за независност Украјине и против белих и против црвених. 
Марш Дроздовског пука (рус. Марш Дроздовского полка) је био песма белих настала 1919. године у част похода јединица под командом генерала Михаила Дриздовског - тзв „Дроздовски поход“ (рус. Дроздовский поход). Дриздовски се за време Првог светског рата борио на румунском фронту, а марта 1918. године је одлучио да се са својим јединицама прикључи Белој гарди. Тада је започет марш који је трајао до маја, када је успео да се повеже са белима и од његових јединица је формирана Трећа пешадијска дивизија. Аутор текста ове песме је био пуковник П. Баторин.
Марш далекоисточних партизана (рус. Марш дальневосточных партизан) познатији под називом По долинама и горама (рус. По долинам и по взгорьям) је био песма црвених настала 1922. године у част победе далекоисточних партизана над припадницима Беле гарде у завршном периоду грађанског рата. Аутор текста ове песме је био писац Петар Парфенов. 
После победе Црвене армије у Руском грађанском рату и формирања Совјетског Савеза, песма је постала веома популарна. Године 1929. је измењен део текста, а убрзо се она проглашава за Партизанску химну (рус. Партизанска гимна). Популарност ове песме се током времена проширила изван граница Совјетског Савеза и она постаје популарна револуционарна песма комунистичких покрета широм Европе. Током Шпанског грађанског рата, од 1936. до 1939. године настала је верзија на шпанском језику, а током Великог отаџбинског рата, од 1941. до 1945. године песма је доживела нову популарност како међу припадницима Црвене армије, тако и међу припадницима ослободилачких покрета широм Европе, па тако настају верзије на француском, немачком, грчком и другим језицима. Посебну популарност је стекла верзија на српскохрватском језику која је постала незванична химна југословенских партизана.
На српском језику, постоји неколико алтернативних верзија текста песме. Аудио запис једне од њих остао је сачуван, пошто је новинар Би-Би-Сија снимио извођење партизанског хора у октобру 1944.

## Текст

### Изворна верзија (1915)
| оригинал на руском | превод |
| --- | --- |
| Из тайги, тайги дремучей, От Амура, от реки, Молчаливо, грозной тучей Шли на бой сибиряки. Их сурово воспитала Молчаливая тайга, Бури грозные Байкала И сибирские снега. Ни усталости, ни страха; Бьются ночь и бьются день, Только серая папаха Лихо сбита набекрень. Эх, Сибирь, страна родная, За тебя ль мы постоим, Волнам Рейна и Дуная Твой привет передадим! (Знай, Сибирь: в лихие годы В память славной старины Честь великого народа Отстоят твои сыны. Русь свободная воскреснет, Нашей верою горя, И услышат эту песню Стены древнего Кремля!) | Из тајге, густе тајге, Из Амура, из реке, Неми претећи облак, Сибирци су пошли у бој. Сурово их је васпитала Нема тајга, Грозне буре са Бајкала И сибирски снег. Без умора или страха; Борише се ноћ и дан, Само сива шубара Славно накривљена. О, Сибиру, домовино, За тебе ћемо прећи миље, Таласима Рајне и Дунава Пренети поздраве! (Знај, Сибиру: током тешких година У сећање на славна стара времена Част великога народа Одбраниће твоји синови. Слободна Русија ће васкрснути, Нашом вером пламтећи, И чуће ову песму Зидине древнога Кремља!) |

### Верзија из Руског грађанског рата
| оригинал на руском | превод |
| --- | --- |
| -{По долинам и по взгорьям Шла дивизия вперед, Чтобы с боя взять Приморье — Белой армии оплот Наливалися знамена Кумачом последних ран, Шли лихие эскадроны Приамурских партизан. Этих лет не смолкнет слава, Не померкнет никогда — Партизанские отряды Занимали города. И останутся, как в сказках, Как манящие огни Штурмовые ночи Спасска, Волочаевские дни. Разгромили атаманов, Разогнали воевод И на Тихом океане Свой закончили поход.}- | По долинама и по горама Дивизија је ишла напред Да у боју узме Приморје Последњи бастион Беле армије. Знамења су наливана Црвено од последњих рана. Напред су ишли брзи ескадрони Амурских партизана. Слава тих година неће нестати Неће потамнети Партизански одреди Заузимали су градове. И остали су, као у бајци, Као јарки пламен Олујне ноћи Спаска, Волочајевски дани. Разбили (смо) атамане Растерали војводе И на обали Тихог океана Окончали свој поход. |

### Верзија на српском
| уобичајена | алтернативна |
| --- | --- |
| По шумама и горама наше земље поносне иду чете партизана, Славу борбе проносе! Нека знаде душман клети Да ће код нас сломит' врат, Прије ћемо ми умријети Него своје земље дат'! Казнићемо издајице, Ослободит народ свој, Казаћемо цијелом свијету Да се бије љути бој! Црне хорде нас не плаше, Крв херојска у нас ври, Ми не дамо земље наше Да је газе фашисти! | По шумама и горама Наше земље поносне Иду чете партизана, Славу борбе проносе! Ми смо ђеца вјерна роду, И ко један спремни сви да у борби за слободу умиремо свјесно ми! Црне хорде нас не плаше, Крв херојска у нас ври, Ми не дамо земље наше Да је газе фашисти! Казнићемо издајице И прихватит' љути бој Спасит' куће, оранице Ослободит' народ свој! |